# 爱资哈尔清真大寺

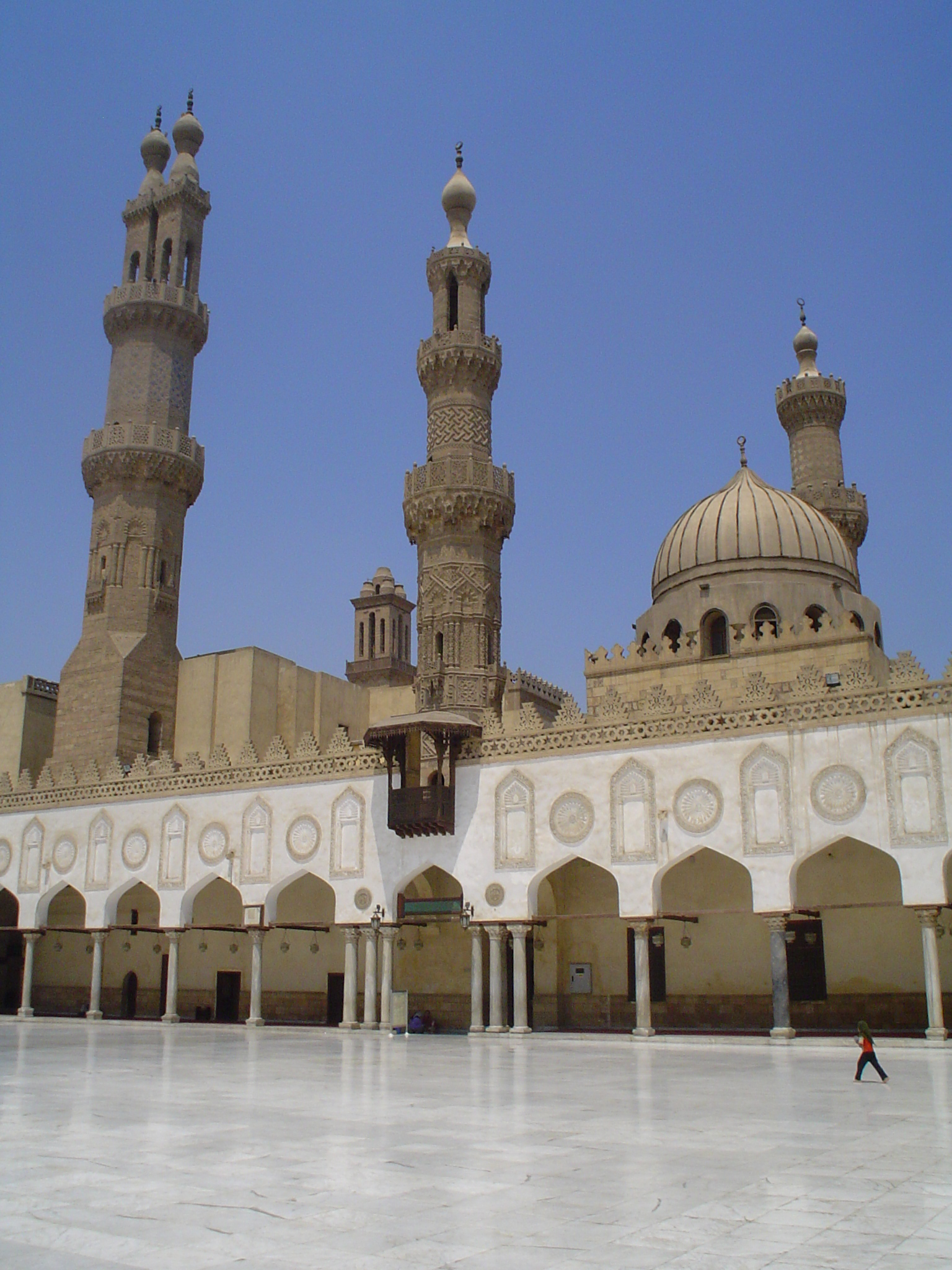
爱资哈尔清真大寺

爱资哈尔清真大寺（阿拉伯語：الجامع الأزهر，羅馬化：al-Jāmiʿ al-ʾAzhar，羅馬化：Gāmiʿ el-ʾazhar）是位於埃及开罗伊斯兰老城的一座清真寺。公元970年，昭海尔委托他人建造这座清真寺，这是開羅的第一座清真寺。該清真寺於972年6月11日啟用。爱资哈尔清真大寺的名字來自於穆罕默德的女儿法蒂瑪的称号“佳丽”。